# ASM Oran
Association Sportive Madinet d'Oran (Arabisch: الجمعية الرياضية لمدينة وهران), kortweg ASM Oran of ASMO, is een Algerijnse voetbalclub uit Oran, die is opgericht in 1933. De clubkleuren zijn groen en wit. ASM Oran staat erg bekend om de productie van talentvolle spelers, vandaar de bijnaam El Madrassa (De School). De club speelt haar wedstrijden in Stade Habib Bouakeul, welke een capaciteit heeft van 20.000 toeschouwers. ASM Oran speelt sinds het seizoen 2016-2017 op het tweede niveau van Algerije.

## Erelijst
- Ligue Professionalle 1

Runner-up (1): 1991
- Ligue Professionnelle 2

Winnaar (4): 1975, 1977, 1995, 2000
- Beker van Algerije

Verliezend-finalist (2): 1981, 1983
- CAF Cup (1 deelname)

Kwartfinale (1992)
USM Annaba ·
RC Arbaâ ·
OM Arzew · 
JSM Béjaïa · 
MO Béjaïa ·
A Bou Saâda ·
MC El Eulma ·
USM El Harrach ·
AS Khroub ·
Olympique Médéa ·
ASM Oran ·
RC Relizane ·
MC Saïda ·
JSM Skikda ·
DRB Tadjenanet ·
WA Tlemcen